# HD222098
HD222098 — хімічно пекулярна зоря спектрального класу A0, що має видиму зоряну величину в смузі V приблизно  6,3.
Вона знаходиться у сузір'ї Пегас на відстані близько 363,6 світлових років від Сонця й наближається до нас зі швидкістю близько 27км/сек.  Цей об'єкт є спектрально-подвійною зорею.

## Фізичні характеристики
Зоря HD222098 обертається порівняно повільно навколо своєї осі. Проєкція її екваторіальної швидкості на промінь зору становить  Vsin(i)= 23км/сек.